# Viaduc de l'Allondon
Le viaduc de l'Allondon est un pont ferroviaire et piétonnier franchissant l'Allondon, dans le canton de Genève en Suisse.

## Localisation
Le viaduc de l'Allondon est le cinquième pont le plus en amont de l'Allondon lors de son entrée en Suisse et le dernier avant la confluence de la rivière avec le Rhône. Il relie les communes de Dardagny et de Russin.
Il est emprunté par la ligne de Genève à La Plaine.

## Histoire
Construit en 1857 par la Compagnie de chemin de fer Lyon-Genève, selon les plans de l'ingénieur Christian Schlemmer, le pont comprend cinq arches en plein-cintre de pierre blanche. En 1958 une passerelle pour piétons est établie sous le tablier, à travers les piles.

## Sources
- [PDF] Les chemins de fer du canton de Genève, Genève, DAEL, 2004 (lire en ligne), p. 30-34